# Conde McCullough

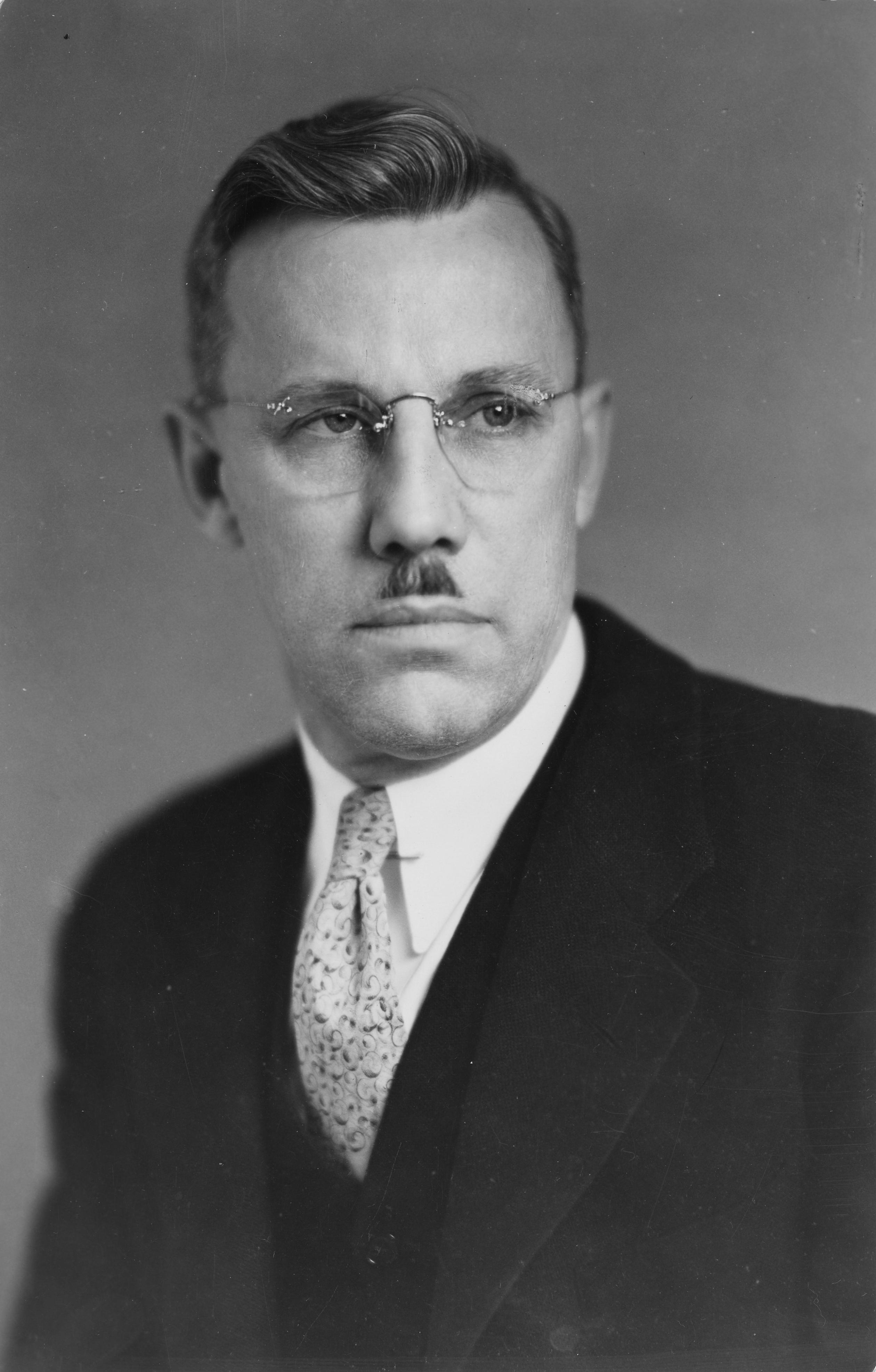
Conde McCullough

Conde Balcom McCullough (* 30. Mai 1887 in Redfield, South Dakota; † 6. Mai 1946 in Salem, Marion County, Oregon) war ein US-amerikanischer Bauingenieur, der vor allem für die Projektierung von Brückenbauten des an der Westküste der Vereinigten Staaten verlaufenden U.S. Highway 101 innerhalb von Oregon bekannt ist. Der aus South Dakota stammende McCullough arbeitete von 1919 bis 1935 und nochmals von 1937 bis 1946 für das Oregon Department of Transportation. McCullough war Hochschullehrer an der Oregon State University.

## Frühes Leben
1891 zog seine Familie nach Iowa, wo der Vater 1904 verstarb. McCullough nahm mehrere Stellen an, um seine Familie zu unterstützen. 1910 beendete er sein Studium an der Iowa State University mit einem Abschluss als Bauingenieur.

## Karriere

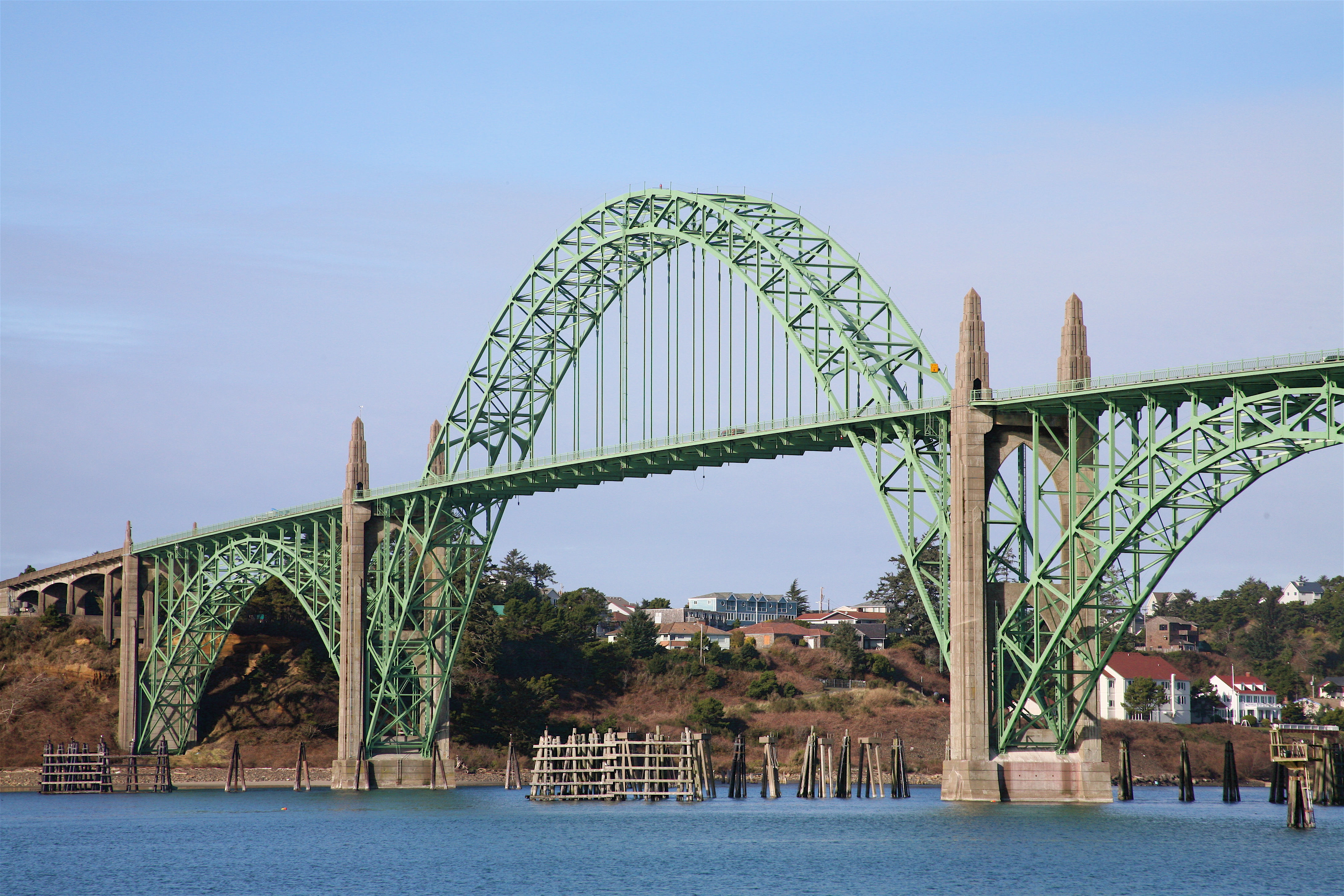
Yaquina Bay Bridge (1936)

McCullough begann seine berufliche Laufbahn bei dem Brückenbauunternehmen Marsh Bridge Company in Des Moines, Iowa, wo er für ein Jahr blieb. Dann nahm er eine Stelle in der Iowa State Highway Commission an. 1916 zog Conde nach Oregon um und wurde Assistenzprofessor am Oregon Agricultural College, wo er der einzige Hochschullehrer im Fach Bauingenieurwesen war. 1919 wurde er zum Direktor der Brückenbauabteilung im Oregon Department of Transportation. Diese Stelle machte ihn verantwortlich für die Designentwürfe der Brückenbauten im Zuge der Komplettierung des U.S. Highway 101 innerhalb Oregons.
Seine Entwürfe wurden aufgrund ihrer architektonischen Schönheit bekannt. McCullough trat dafür ein, dass Brücken nicht nur wirtschaftlich effizient, sondern auch den Ansprüchen an die Ästhetik genügend gebaut werden sollen. Durch seine Arbeit im Verkehrsministerium des Bundesstaates war er an der Planung von mehr als 600 Brückenbauwerken beteiligt, von denen viele Architekturmerkmale wie etwa neugotische Türmchen, Obelisken des Art-Déco oder romanische Bögen aufweisen. Im Jahr 1928 beendete er ein Studium der Rechtswissenschaften am Willamette University College of Law und wurde im selben Jahr in die Rechtsanwaltskammer aufgenommen. 1935 zog er nach San José in Costa Rica um, wo er bei der Planung der Panamericana mithalf. 1937 kehrte er nach Oregon zurück und wurde stellvertretender Direktor der Fernstraßenverwaltung dieses Bundesstaates.

## Tod und Vermächtnis
McCullough starb am 6. Mai 1946 an einem Infarkt. Nach seinem Tod benannte die Bundesstaatsverwaltung die Coos Bay Bridge in Conde McCullough Memorial Bridge um.
Mit seinem Sohn, dem Rechtsanwalt John McCullough, publizierte er gemeinsam die Zeitschrift The Engineer at Law.

## Von McCullough entworfene Brückenbauten (Auswahl)
| Name                         | Ort              | Fertigstellung | Gesamtlänge | Überführt              |
| ---------------------------- | ---------------- | -------------- | ----------- | ---------------------- |
| Old Youngs Bay Bridge        | Astoria          | 1921           | 538 m       | U.S. Highway 101       |
| Oregon City Bridge           | Oregon City      | 1922           | 227 m       | Oregon Route 43        |
| Lewis and Clark River Bridge | Astoria          | 1924           | 252,5 m     | U.S. Highway 101       |
| North Umpqua River Bridge    | Winchester       | 1924           | 239 m       | Oregon Route 99        |
| Ellsworth Street Bridge      | Albany           | 1925           | 332 m       | U.S. Highway 20        |
| Rocky Creek Bridge           | Lincoln County   | 1927           | 110 m       | U.S. Highway 101       |
| Depoe Bay Bridge             | Depoe Bay        | 1927           | 95 m        | U.S. Highway 101       |
| Crooked River High Bridge    | Jefferson County | 1926           | 141,4 m     | U.S. Highway 97        |
| Big Creek Bridge             | Lane County      | 1931           | 55 m        | U.S. Highway 101       |
| Tenmile Creek Bridge         | bei Yachats      | 1931           | 55 m        | U.S. Highway 101       |
| Wilson River Bridge          | Tillamook County | 1931           | 55 m        | U.S. Highway 101       |
| Rogue River Bridge           | Grants Pass      | 1931           | 168 m       | Redwood Highway        |
| Cape Creek Bridge            | bei Heceta Head  | 1932           | 189 m       | U.S. Highway 101       |
| Isaac Lee Patterson Bridge   | Gold Beach       | 1932           | 578,5 m     | U.S. Highway 101       |
| John McLoughlin Bridge       | Oregon City      | 1933           | 219,5 m     | Oregon State Route 99E |
| Umpqua River Bridge          | Reedsport        | 1936           | 673 m       | U.S. Highway 101       |
| Siuslaw River Bridge         | Florence         | 1936           | 478 m       | U.S. Highway 101       |
| Alsea Bay Bridge             | Waldport         | 1936           | 918 m       | U.S. Highway 101       |
| Yaquina Bay Bridge           | Newport          | 1936           | 982 m       | U.S. Highway 101       |
| Coos Bay Bridge              | Coos Bay         | 1936           | 1618 m      | U.S. Highway 101       |